# Rally del Messico 2023
Il Rally del Messico 2023, ufficialmente denominato 19º Rally Guanajuato México, è stata la terza prova del campionato del mondo rally 2023 nonché la trentacinquesima edizione del Rally del Messico, la diciannovesima da quando è entrata a far parte del campionato WRC e la diciassettesima con valenza mondiale. 

## Riepilogo
La manifestazione si è svolta dal 16 al 19 marzo sugli sterrati che attraversano gli altopiani dello stato del Guanajuato, al centro del paese centroamericano; le prove speciali si svolsero nel territorio tra le due città di Guanajuato, capoluogo dell'omonimo stato, e León, quest'ultima designata come sede ufficiale del rally nonché del parco assistenza per tutti i concorrenti.
L'evento è stato vinto dal francese Sébastien Ogier, navigato dalla connazionale Vincent Landais, al volante di una Toyota GR Yaris Rally1 della squadra Toyota Gazoo Racing WRT, seguiti dalla coppia belga formata da Thierry Neuville e Martijn Wydaeghe, secondi classificati su Hyundai i20 N Rally1 del team Hyundai Shell Mobis WRT, e da quella britannica formata da Elfyn Evans e Scott Martin, compagni di squadra dei vincitori, giunti terzi. Ogier e Landais vinsero così la loro seconda gara stagionale (la seconda in carriera per il copilota) dopo il successo al rally di Monte Carlo di inizio stagione; Ogier conquistò inoltre il suo settimo trionfo in carriera nella gara messicana, divenendo così il pilota più vittorioso nella stessa e battendo il record che già gli apparteneva sebbene in coabitazione con Sébastien Loeb; per Neuville e Wydaeghe fu invece il terzo podio stagionale nonché il quinto consecutivo in gare iridate mentre fu il primo nel 2023 per Evans e Martin. L'otto volte campione del mondo dedicò altresì questo trionfo all'astista tedesco Tim Lobinger, che in passato è stato suo allenatore, recentemente scomparso a causa di una grave forma di leucemia.
Il britannico Gus Greensmith e lo svedese Jonas Andersson, su Škoda Fabia RS Rally2, hanno invece conquistato il successo nel campionato WRC-2, entrambi di ritorno alle gare iridate dopo la rescissione del contratto con M-Sport avvenuta al termine della stagione 2022. Nella serie WRC-3 si sono invece imposti il paraguaiano Diego Dominguez Jr. e lo spagnolo Rogelio Peñate su Ford Fiesta Rally3.

## Dati della prova
| Denominazione ufficiale             | Rally Guanajuato México                                                 |
| Edizione N°                         | 19                                                                      |
| Tappa N°                            | 3 di 13                                                                 |
| Data manifestazione                 | da giovedì 16/03/2023 a domenica 19/03/2023                             |
| Sede ospitante                      | León, Guanajuato, Messico                                               |
| Sede parco assistenza               | Rally Campus, León                                                      |
| Superficie                          | Sterrato                                                                |
| Direttore di gara                   | Jaime del Palacio                                                       |
| Iscritti                            | 32                                                                      |
| Partiti                             | 31                                                                      |
| Arrivati                            | 28 (90,3% dei partiti)                                                  |
| Prove speciali previste             | 23                                                                      |
| Prove speciali disputate            | 22 (1 cancellata)                                                       |
| Prova più breve                     | 1,12 km (PS1 e PS2: Street Stage GTO)                                   |
| Prova più lunga                     | 35,63 km (PS21: Otates)                                                 |
| Prova più lenta                     | velocità media di 52,1 km/h (PS10: Distrito León Mx SSS)                |
| Prova più veloce                    | velocità media di 112,9 km/h (PS7: Ortega 2)                            |
| Lunghezza prove speciali previste   | 312,09 km (32% della distanza totale prevista)                          |
| Lunghezza prove speciali disputate  | 297,27 km (31,2% della distanza totale effettiva - cancellati 14,82 km) |
| Lunghezza complessiva trasferimenti | 653,93 km                                                               |
| Distanza totale prevista            | 964,28 km                                                               |
| Distanza totale effettiva           | 951,20 km                                                               |
| Media oraria del vincitore          | velocità media di 90,9 km/h (297,27 km in 3h16'09"4)                    |

## Itinerario
| Frazione            | Prova  | Ora    | Nome                                             | Lunghezza | Totale    |
| ------------------- | ------ | ------ | ------------------------------------------------ | --------- | --------- |
| Frazione 1 (16 mar) | PS1    | 20:05  | Street Stage GTO 1                               | 1,12 km   | 2,24 km   |
| Frazione 1 (16 mar) | PS2    | 20:28  | Street Stage GTO 2                               | 1,12 km   | 2,24 km   |
|                     |        |        |                                                  |           |           |
| Frazione 2 (17 mar) |        | 07:30  | Assistenza – Rally Campus, León (15 min)         | –         | 121,97 km |
| Frazione 2 (17 mar) | PS3    | 08:48  | El Chocolate 1                                   | 29,07 km  | 121,97 km |
| Frazione 2 (17 mar) | PS4    | 09:46  | Ortega 1                                         | 15,71 km  | 121,97 km |
| Frazione 2 (17 mar) | PS5    | 10:39  | Las Minas 1                                      | 13,79 km  | 121,97 km |
| Frazione 2 (17 mar) |        | 12:44  | Assistenza (flexi) – Rally Campus, León (30 min) | –         | 121,97 km |
| Frazione 2 (17 mar) | PS6    | 14:22  | El Chocolate 2                                   | 29,07 km  | 121,97 km |
| Frazione 2 (17 mar) | PS7    | 15:20  | Ortega 2                                         | 15,71 km  | 121,97 km |
| Frazione 2 (17 mar) | PS8    | 16:13  | Las Minas 2                                      | 13,79 km  | 121,97 km |
| Frazione 2 (17 mar) | PS9    | 17:16  | Las Dunas Superspecial 1                         | 3,53 km   | 121,97 km |
| Frazione 2 (17 mar) | PS10   | 18:16  | Distrito León Mx SSS                             | 1,30 km   | 121,97 km |
| Frazione 2 (17 mar) |        | 21:00  | Assistenza (flexi) – Rally Campus, León (45 min) | –         | 121,97 km |
|                     |        |        |                                                  |           |           |
| Frazione 3 (18 mar) | PS11   | 08:13  | Ibarrilla 1                                      | 14,82 km  | 126,52 km |
| Frazione 3 (18 mar) | PS12   | 09:04  | El Mosquito 1                                    | 22,56 km  | 126,52 km |
| Frazione 3 (18 mar) | PS13   | 10:05  | Derramadero 1                                    | 21,70 km  | 126,52 km |
| Frazione 3 (18 mar) | PS14   | 11:13  | Las Dunas Superspecial 2                         | 3,53 km   | 126,52 km |
| Frazione 3 (18 mar) |        | 12:33  | Assistenza (flexi) – Rally Campus, León (30 min) | –         | 126,52 km |
| Frazione 3 (18 mar) | PS15   | 14:06  | Ibarrilla 2                                      | 14,82 km  | 126,52 km |
| Frazione 3 (18 mar) | PS16   | 14:59  | El Mosquito 2                                    | 22,56 km  | 126,52 km |
| Frazione 3 (18 mar) | PS17   | 16:05  | Derramadero 2                                    | 21,70 km  | 126,52 km |
| Frazione 3 (18 mar) | PS18   | 17:18  | Las Dunas Superspecial 3                         | 3,53 km   | 126,52 km |
| Frazione 3 (18 mar) | PS19   | 18:08  | Rock & Rally SSS                                 | 1,30 km   | 126,52 km |
| Frazione 3 (18 mar) |        | 21:00  | Assistenza (flexi) – Rally Campus, León (45 min) | –         | 126,52 km |
|                     |        |        |                                                  |           |           |
| Frazione 4 (19 mar) | PS20   | 08:05  | Las Dunas Superspecial 4                         | 3,53 km   | 61,36 km  |
| Frazione 4 (19 mar) | PS21   | 09:16  | Otates                                           | 35,63 km  | 61,36 km  |
| Frazione 4 (19 mar) | PS22   | 10:24  | San Diego                                        | 12,61 km  | 61,36 km  |
| Frazione 4 (19 mar) | PS23   | 12:18  | El Brinco (power stage)                          | 9,59 km   | 61,36 km  |
| Frazione 4 (19 mar) |        | 13:33  | Assistenza – Rally Campus, León (10 min)         | –         | 61,36 km  |
| Totale              | Totale | Totale | Totale                                           | Totale    | 312,09 km |

## Risultati

### Classifica
| Pos.     | Nº       | Pilota               | Co-pilota          | Auto                   | Squadra                 | Classe/Validità | Tempo     | Distacco | Punti    |
| Generale | Generale | Generale             | Generale           | Generale               | Generale                | Generale        | Generale  | Generale | Generale |
| -------- | -------- | -------------------- | ------------------ | ---------------------- | ----------------------- | --------------- | --------- | -------- | -------- |
| 1.       | 17       | Sébastien Ogier      | Vincent Landais    | Toyota GR Yaris Rally1 | Toyota Gazoo Racing WRT | WRC             | 3h16'09"4 | –        | 30       |
| 2.       | 11       | Thierry Neuville     | Martijn Wydaeghe   | Hyundai i20 N Rally1   | Hyundai Shell Mobis WRT | WRC             | 3h16'36"9 | +27"5    | 21       |
| 3.       | 33       | Elfyn Evans          | Scott Martin       | Toyota GR Yaris Rally1 | Toyota Gazoo Racing WRT | WRC             | 3h16'37"3 | +27"9    | 15       |
| 4.       | 69       | Kalle Rovanperä      | Jonne Halttunen    | Toyota GR Yaris Rally1 | Toyota Gazoo Racing WRT | WRC             | 3h18'04"7 | +1'55"3  | 14       |
| 5.       | 6        | Daniel Sordo         | Cándido Carrera    | Hyundai i20 N Rally1   | Hyundai Shell Mobis WRT | WRC             | 3h19'08"2 | +2'58"8  | 11       |
| 6.       | 20       | Gus Greensmith       | Jonas Andersson    | Škoda Fabia RS Rally2  | -                       | WRC-2           | 3h28'40"9 | +12'31"5 | 8        |
| 7.       | 24       | Emil Lindholm        | Reeta Hämäläinen   | Škoda Fabia Rally2 Evo | Toksport WRT 2          | WRC-2           | 3h29'13"8 | +13'04"4 | 6        |
| 8.       | 21       | Oliver Solberg       | Elliott Edmondson  | Škoda Fabia RS Rally2  | -                       | WRC-2           | 3h29'47"1 | +13'37"7 | 4        |
| 9.       | 8        | Ott Tänak            | Martin Järveoja    | Ford Puma Rally1       | M-Sport Ford WRT        | WRC             | 3h31'29"0 | +15'19"6 | 6        |
| 10.      | 25       | Kajetan Kajetanowicz | Maciej Szczepaniak | Škoda Fabia Rally2 Evo | -                       | WRC-2           | 3h32'06"0 | +15'56"6 | 1        |
| WRC-2    |          |                      |                    |                        |                         |                 |           |          |          |
| 1. (6.)  | 20       | Gus Greensmith       | Jonas Andersson    | Škoda Fabia RS Rally2  | -                       | WRC-2           | 3h28'40"9 | –        | 26       |
| 2. (7.)  | 24       | Emil Lindholm        | Reeta Hämäläinen   | Škoda Fabia Rally2 Evo | Toksport WRT 2          | WRC-2           | 3h29'13"8 | +32"9    | 20       |
| 3. (8.)  | 21       | Oliver Solberg       | Elliott Edmondson  | Škoda Fabia RS Rally2  | -                       | WRC-2           | 3h29'47"1 | +1'06"2  | 15       |
| 4. (10.) | 25       | Kajetan Kajetanowicz | Maciej Szczepaniak | Škoda Fabia Rally2 Evo | -                       | WRC-2           | 3h32'06"0 | +3'25"1  | 12       |
| 5. (11.) | 26       | Martin Prokop        | Michal Ernst       | Ford Fiesta Rally2     | -                       | WRC-2           | 3h35'05"5 | +6'24"6  | 10       |
| 6. (14.) | 29       | Jorge Martínez       | Alberto Alvarez    | Škoda Fabia R5         | -                       | WRC-2           | 3h44'16"3 | +15'35"4 | 8        |
| 7. (16.) | 22       | Adrien Fourmaux      | Alexandre Coria    | Ford Fiesta Rally2     | M-Sport Ford WRT        | WRC-2           | 3h47'02"5 | +18'21"6 | 9        |
| 8. (18.) | 27       | Daniel Chwist        | Kamil Heller       | Škoda Fabia Rally2 Evo | -                       | WRC-2           | 3h52'27"1 | +23'46"2 | 6        |
| 9. (21.) | 28       | Eduardo Castro       | Fernando Mussano   | Škoda Fabia Rally2 Evo | -                       | WRC-2           | 4h09'38"9 | +40'58"0 | 2        |
| WRC-3    |          |                      |                    |                        |                         |                 |           |          |          |
| 1. (15.) | 30       | Diego Dominguez Jr.  | Rogelio Peñate     | Ford Fiesta Rally3     | -                       | WRC-3           | 3h46'34"2 | –        | 25       |
| 2. (20.) | 37       | Jason Bailey         | Shayne Peterson    | Ford Fiesta Rally3     | -                       | WRC-3           | 4h05'59"9 | +19'25"7 | 18       |

| Principali ritiri | Principali ritiri | Principali ritiri | Principali ritiri      | Principali ritiri      | Principali ritiri       | Principali ritiri | Principali ritiri | Principali ritiri |
| PS                | Nº                | Pilota            | Copilota               | Auto                   | Squadra                 | Classe            | Causa             | Pos. rit.         |
| ----------------- | ----------------- | ----------------- | ---------------------- | ---------------------- | ----------------------- | ----------------- | ----------------- | ----------------- |
| PS 4              | 23                | Nikolaj Grjazin   | Konstantin Aleksandrov | Škoda Fabia Rally2 Evo | Toksport WRT 2          | WRC-2             | Capottamento      | 9º                |
| PS 11             | 8                 | Esapekka Lappi    | Janne Ferm             | Hyundai i20 N Rally1   | Hyundai Shell Mobis WRT | WRC               | Incidente         | 1º                |

Legenda

Pos. = posizione; Nº = numero di gara; PS = prova speciale; Pos. rit. = posizione detenuta prima del ritiro.
| Icona | Note                                                                                     |
| ----- | ---------------------------------------------------------------------------------------- |
| WRC   | Equipaggio di classe Rally1 che può conquistare punti per il campionato costruttori.     |
| WRC   | Equipaggio di classe Rally1 che non può conquistare punti per il campionato costruttori. |
| WRC-2 | Equipaggio di classe RC2 registrato al campionato WRC-2.                                 |
| WRC-3 | Equipaggio di classe RC3 registrato al campionato WRC-3.                                 |
| JWRC  | Equipaggio di classe RC3 registrato al campionato Junior WRC.                            |
|       | Ulteriori classificazioni                                                                |

### Prove speciali
| Frazione            | Prova | Ora   | Nome                     | Lunghezza | Vincitori                         | Tempo            | Velocità media   | Leader del rally                |  |
| ------------------- | ----- | ----- | ------------------------ | --------- | --------------------------------- | ---------------- | ---------------- | ------------------------------- |  |
| Frazione 1 (16 mar) | PS1   | 20:05 | Street Stage GTO 1       | 1,12 km   | Ott Tänak Martin Järveoja         | 58"0             | 69,5 km/h        | Ott Tänak Martin Järveoja       |  |
| Frazione 1 (16 mar) | PS2   | 20:28 | Street Stage GTO 2       | 1,12 km   | Ott Tänak Martin Järveoja         | 56"2             | 71,7 km/h        | Ott Tänak Martin Järveoja       |  |
|                     |       |       |                          |           |                                   |                  |                  |                                 |  |
| Frazione 2 (17 mar) | PS3   | 08:48 | El Chocolate 1           | 29,07 km  | Esapekka Lappi Janne Ferm         | 22'00"2          | 79,3 km/h        | Esapekka Lappi Janne Ferm       |  |
| Frazione 2 (17 mar) | PS4   | 09:46 | Ortega 1                 | 15,71 km  | Sébastien Ogier Vincent Landais   | 8'27"8           | 111,4 km/h       | Esapekka Lappi Janne Ferm       |  |
| Frazione 2 (17 mar) | PS5   | 10:39 | Las Minas 1              | 13,79 km  | Esapekka Lappi Janne Ferm         | 8'55"6           | 92,7 km/h        | Esapekka Lappi Janne Ferm       |  |
| Frazione 2 (17 mar) | PS6   | 14:22 | El Chocolate 2           | 29,07 km  | Esapekka Lappi Janne Ferm         | 21'54"1          | 79,6 km/h        | Esapekka Lappi Janne Ferm       |  |
| Frazione 2 (17 mar) | PS7   | 15:20 | Ortega 2                 | 15,71 km  | Sébastien Ogier Vincent Landais   | 8'20"8           | 112,9 km/h       | Esapekka Lappi Janne Ferm       |  |
| Frazione 2 (17 mar) | PS8   | 16:13 | Las Minas 2              | 13,79 km  | Esapekka Lappi Janne Ferm         | 8'47"7           | 94,1 km/h        | Esapekka Lappi Janne Ferm       |  |
| Frazione 2 (17 mar) | PS9   | 17:16 | Las Dunas Superspecial 1 | 3,53 km   | Esapekka Lappi Janne Ferm         | 3'15"0           | 65,2 km/h        | Esapekka Lappi Janne Ferm       |  |
| Frazione 2 (17 mar) | PS10  | 18:16 | Distrito León Mx SSS     | 2,76 km   | Daniel Sordo Cándido Carrera      | 1'29"9           | 52,1 km/h        | Esapekka Lappi Janne Ferm       |  |
|                     |       |       |                          |           |                                   |                  |                  |                                 |  |
| Frazione 3 (18 mar) | PS11  | 08:13 | Ibarrilla 1              | 14,82 km  | Sébastien Ogier Vincent Landais   | 8'35"6           | 103,5 km/h       | Sébastien Ogier Vincent Landais |  |
| Frazione 3 (18 mar) | PS12  | 09:04 | El Mosquito 1            | 22,56 km  | Thierry Neuville Martijn Wydaeghe | 14'38"8          | 92,5 km/h        | Sébastien Ogier Vincent Landais |  |
| Frazione 3 (18 mar) | PS13  | 10:05 | Derramadero 1            | 21,70 km  | Thierry Neuville Martijn Wydaeghe | 12'23"3          | 105,1 km/h       | Sébastien Ogier Vincent Landais |  |
| Frazione 3 (18 mar) | PS14  | 11:13 | Las Dunas Superspecial 2 | 3,53 km   | Thierry Neuville Martijn Wydaeghe | 3'11"4           | 66,4 km/h        | Sébastien Ogier Vincent Landais |  |
| Frazione 3 (18 mar) | PS15  | 14:06 | Ibarrilla 2              | 14,82 km  | prova cancellata                  | prova cancellata | prova cancellata | Sébastien Ogier Vincent Landais |  |
| Frazione 3 (18 mar) | PS16  | 14:59 | El Mosquito 2            | 22,56 km  | Sébastien Ogier Vincent Landais   | 14'24"8          | 93,9 km/h        | Sébastien Ogier Vincent Landais |  |
| Frazione 3 (18 mar) | PS17  | 16:05 | Derramadero 1            | 21,70 km  | Thierry Neuville Martijn Wydaeghe | 12'16"0          | 106,1 km/h       | Sébastien Ogier Vincent Landais |  |
| Frazione 3 (18 mar) | PS18  | 17:18 | Las Dunas Superspecial 3 | 3,53 km   | Ott Tänak Martin Järveoja         | 3'13"6           | 65,6 km/h        | Sébastien Ogier Vincent Landais |  |
| Frazione 3 (18 mar) | PS19  | 18:08 | Rock & Rally SSS         | 2,76 km   | Ott Tänak Martin Järveoja         | 1'29"6           | 52,2 km/h        | Sébastien Ogier Vincent Landais |  |
|                     |       |       |                          |           |                                   |                  |                  |                                 |  |
| Frazione 4 (19 mar) | PS20  | 08:05 | Las Dunas Superspecial 4 | 3,53 km   | Thierry Neuville Martijn Wydaeghe | 3'10"9           | 66,6 km/h        | Sébastien Ogier Vincent Landais |  |
| Frazione 4 (19 mar) | PS21  | 09:16 | Otates                   | 35,63 km  | Elfyn Evans Scott Martin          | 24'37"7          | 86,8 km/h        | Sébastien Ogier Vincent Landais |  |
| Frazione 4 (19 mar) | PS22  | 10:24 | San Diego                | 12,61 km  | Thierry Neuville Martijn Wydaeghe | 7'11"8           | 105,1 km/h       | Sébastien Ogier Vincent Landais |  |
| Frazione 4 (19 mar) | PS23  | 12:18 | El Brinco (power stage)  | 9,59 km   | Sébastien Ogier Vincent Landais   | 5'14"8           | 109,7 km/h       | Sébastien Ogier Vincent Landais |  |

### Power stage
PS23: El Brinco di 9,59 km, disputatasi domenica 19 marzo 2023 alle ore 12:18 (UTC-6).
| Pos. | Nº | Pilota           | Copilota         | Auto                   | Squadra                 | Classe | Tempo    | Distacco | PP | PC |
| ---- | -- | ---------------- | ---------------- | ---------------------- | ----------------------- | ------ | -------- | -------- | -- | -- |
| 1    | 17 | Sébastien Ogier  | Vincent Landais  | Toyota GR Yaris Rally1 | Toyota Gazoo Racing WRT | Rally1 | 5'14"827 | –        | 5  | 5  |
| 2    | 8  | Ott Tänak        | Martin Järveoja  | Ford Puma Rally1       | M-Sport Ford WRT        | Rally1 | 5'16"901 | +2"074   | 4  | 4  |
| 3    | 11 | Thierry Neuville | Martijn Wydaeghe | Hyundai i20 N Rally1   | Hyundai Shell Mobis WRT | Rally1 | 5'17"140 | +2"313   | 3  | 3  |
| 4    | 69 | Kalle Rovanperä  | Jonne Halttunen  | Toyota GR Yaris Rally1 | Toyota Gazoo Racing WRT | Rally1 | 5'19"353 | +4"526   | 2  | 2  |
| 5    | 6  | Daniel Sordo     | Cándido Carrera  | Hyundai i20 N Rally1   | Hyundai Shell Mobis WRT | Rally1 | 5'19"591 | +4"764   | 1  | 1  |

Legenda: Pos.= Posizione; Nº = Numero di gara; PP = Punti campionato piloti/copiloti; PC = Punti campionato costruttori.

## Classifiche mondiali
Classifica piloti
| Pos. | Pos. | Pilota               | Punti |
| ---- | ---- | -------------------- | ----- |
| 1    | 4    | Sébastien Ogier      | 56    |
| 2    | 1    | Thierry Neuville     | 53    |
| 3    | 1    | Kalle Rovanperä      | 52    |
| 4    | 3    | Ott Tänak            | 47    |
| 5    | 1    | Elfyn Evans          | 44    |
| 6    |      | Craig Breen          | 19    |
| 7    | 3    | Daniel Sordo         | 17    |
| 8    | 1    | Esapekka Lappi       | 15    |
| 9    | 1    | Takamoto Katsuta     | 8     |
| 10   | 1    | Pierre-Louis Loubet  | 8     |
| 11   | N    | Gus Greensmith       | 8     |
| 12   | 1    | Oliver Solberg       | 8     |
| 13   | N    | Emil Lindholm        | 6     |
| 14   | 2    | Yohan Rossel         | 2     |
| 15   | 2    | Ole Christian Veiby  | 2     |
| 16   | 2    | Nikolaj Grjazin      | 1     |
| 17   | 2    | Sami Pajari          | 1     |
| 18   | N    | Kajetan Kajetanowicz | 1     |

Classifica copiloti
| Pos. | Pos. | Pilota                 | Punti |
| ---- | ---- | ---------------------- | ----- |
| 1    | 4    | Vincent Landais        | 56    |
| 2    | 1    | Martijn Wydaeghe       | 53    |
| 3    | 1    | Jonne Halttunen        | 52    |
| 4    | 3    | Martin Järveoja        | 47    |
| 5    | 1    | Scott Martin           | 44    |
| 6    |      | James Fulton           | 19    |
| 7    | 3    | Cándido Carrera        | 17    |
| 8    | 1    | Janne Ferm             | 15    |
| 9    | 1    | Aaron Johnston         | 8     |
| 10   | 1    | Nicolas Gilsoul        | 8     |
| 11   | N    | Jonas Andersson        | 8     |
| 12   | 1    | Elliott Edmondson      | 8     |
| 13   | N    | Reeta Hämäläinen       | 6     |
| 14   | 2    | Arnaud Dunand          | 2     |
| 15   | 2    | Torstein Eriksen       | 2     |
| 16   | 2    | Konstantin Aleksandrov | 1     |
| 17   | 2    | Enni Mälkönen          | 1     |
| 18   | N    | Maciej Szczepaniak     | 1     |

Classifica costruttori WRC
| Pos. | Pos. | Squadra                 | Punti |
| ---- | ---- | ----------------------- | ----- |
| 1    |      | Toyota Gazoo Racing WRT | 127   |
| 2    |      | Hyundai Shell Mobis WRT | 100   |
| 3    |      | M-Sport Ford WRT        | 73    |

Legenda: Pos.= Posizione;  N = In classifica per la prima volta.